# Cantón de Vals-les-Bains
El cantón de Vals-les-Bains era una división administrativa francesa, que estaba situada en el departamento de Ardecha y la región de Ródano-Alpes.

## Composición
El cantón estaba formado por ocho comunas:
- Labégude
- Saint-Étienne-de-Boulogne
- Saint-Julien-du-Serre
- Saint-Michel-de-Boulogne
- Saint-Privat
- Ucel
- Vals-les-Bains
- Vesseaux

## Supresión del cantón de Vals-les-Bains
En aplicación del Decreto nº 2014-148 de 13 de febrero de 2014, el cantón de Vals-les-Bains fue suprimido el 22 de marzo de 2015 y sus 8 comunas pasaron a formar parte; cuatro del nuevo cantón de Aubenas-1, y cuatro del nuevo cantón de Aubenas-2.